# Justice (droit)
Pour les articles homonymes, voir Justice (homonymie).
La justice est un ensemble d’institutions (police, tribunaux, prisons…) qui imposent le règne de la loi, sans lien nécessaire avec le principe philosophique de justice. Elle est jugée fondamentale pour faire respecter les lois de l’autorité en place, légitime ou pas. La justice est censée punir quiconque ne respecte pas la loi avec une sanction ayant pour but de lui apprendre la loi et parfois de contribuer à la réparation des torts faits à autrui, au patrimoine privé ou commun ou à l'environnement.

## Histoire
L'histoire de la justice est une discipline complexe liant histoire et philosophie. La justice comme institution est l'organisme de l'application du droit.
Selon l'adage Ubi societas ibi jus, là où il y a une société, il y a du droit : il ne peut exister de civilisation sans droit. Les premières civilisations datent de la Préhistoire et plus précisément du Néolithique avec l'apparition de l'agriculture et de l'élevage. Des droits primitifs ont été élaborés à cette période même s'il ne nous en reste aucune trace, l'écriture n'ayant pas encore été inventée.
D'après les théories du contrat social, la justice institutionnelle est liée à l'invention de l'État. La justice comme institution serait née de l'obligation de réglementer les relations humaines pour permettre la cohabitation des hommes. En effet, dans ces théories la justice est un élément de l'état civilisé, qui est le contraire de l'état de nature dans lequel chacun a un pouvoir absolu mais aucune garantie autre que sa force pour assurer sa conservation. La justice comme institution impose nécessairement une restriction des droits, ou pouvoirs, des individus pour protéger le bien-être commun.
Le développement de la justice institutionnelle a traversé différents stades au cours de l'histoire.
Sous ses formes primitives, la justice prend la forme de la vengeance privée (dans l'état de nature des auteurs contractualistes) puis de la loi du Talion. Progressivement, les sociétés humaines ont établi un droit coutumier permettant le règlement de conflits par l'application de règles prévisibles. Ensuite, une schématisation et une généralisation de ses règles conduit à la création d'un système juridique qui marque la véritable naissance de la Justice moderne.
Schématiquement, six périodes historiques peuvent être retenues :
- l'Antiquité : apparition, autonomisation de la notion de droit et création des premiers systèmes juridiques.
- le Moyen Âge : vulgarisation, privatisation, personnalité des lois puis redécouverte du droit romain.
- l'époque moderne : avènement de l'État.
- les grandes guerres du XXe siècle : création des premiers droits internationaux.
- la guerre froide : opposition par bloc des systèmes juridiques.
- la période contemporaine : inflation législative.

### Justice dans l'Antiquité
Depuis l'Antiquité, la sphère de la justice et de la politique sont intimement mêlées. La Justice personnifiée par le souverain (qui deviendra plus tard, l'État) est un arbitrage réalisé par une personne de valeur. Cette justice s'oppose à la justice privée ou « droit de se faire justice à soi-même ».

#### Naissance de la notion du droit

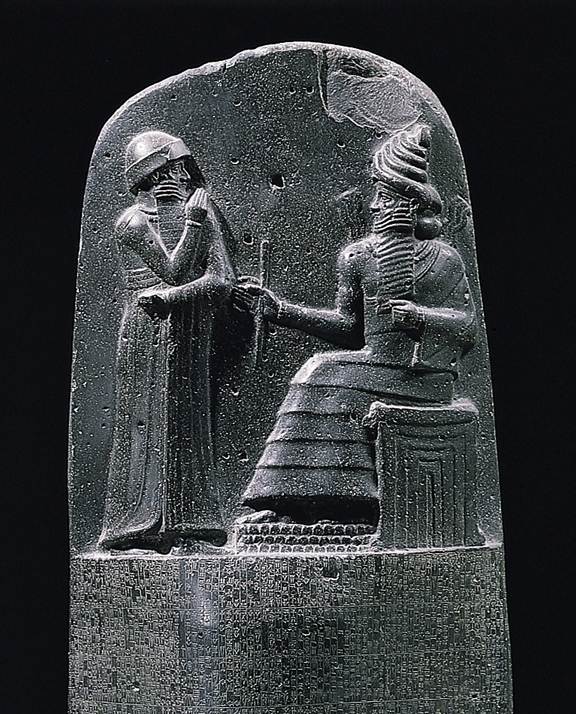
Le haut de la stèle : Hammurabi, debout devant Shamash.

Le plus ancien texte de législation que l'on connaisse est le code d'Ur-Nammu rédigé vers 2 100 av. J.-C. mais il ne nous est parvenu que de manière parcellaire.
Le Code de Hammurabi (-1750) qui est considéré à tort comme le plus ancien texte de loi est en réalité « le recueil juridique le plus complet qui nous soit parvenu des civilisations du Proche-Orient ancien, antérieur même aux lois bibliques ». Le Code de Hammurabi est un système répondant aux préoccupations de la vie courante : mariage, vol, contrat, statut des esclaves... avec une prédominance à la loi du talion en matière pénale. Il est d'inspiration divine mais pas religieux.
L'Égypte antique connaissait une forme de règlement des conflits. La justice y était vue comme un moyen de retourner vers le calme, le chaos étant une anomalie qu'il faut supprimer. En Chine, la situation est équivalente. Des règles existent mais le droit est considéré comme un anomalie, les conflits devant être réglés par le calme et la collaboration plutôt que par la dispute.
Tous ces systèmes ont en commun d'être catégorisés comme des pensées préjuridiques car même si certaines catégories existent déjà (comme la notion de voleur), d'autres notions qui nous sont fondamentales aujourd'hui ne sont pas développées (comme le vol ou la preuve) et parce que le droit n'a pas encore acquis son autonomie de la religion. Des règles juridiques existent mais il n'existe pas encore de théorie juridique ou de doctrine. Il faudra attendre la Rome antique, première civilisation à séparer droit et religion, pour voir apparaître les premières théories du droit et de la justice comme institution.

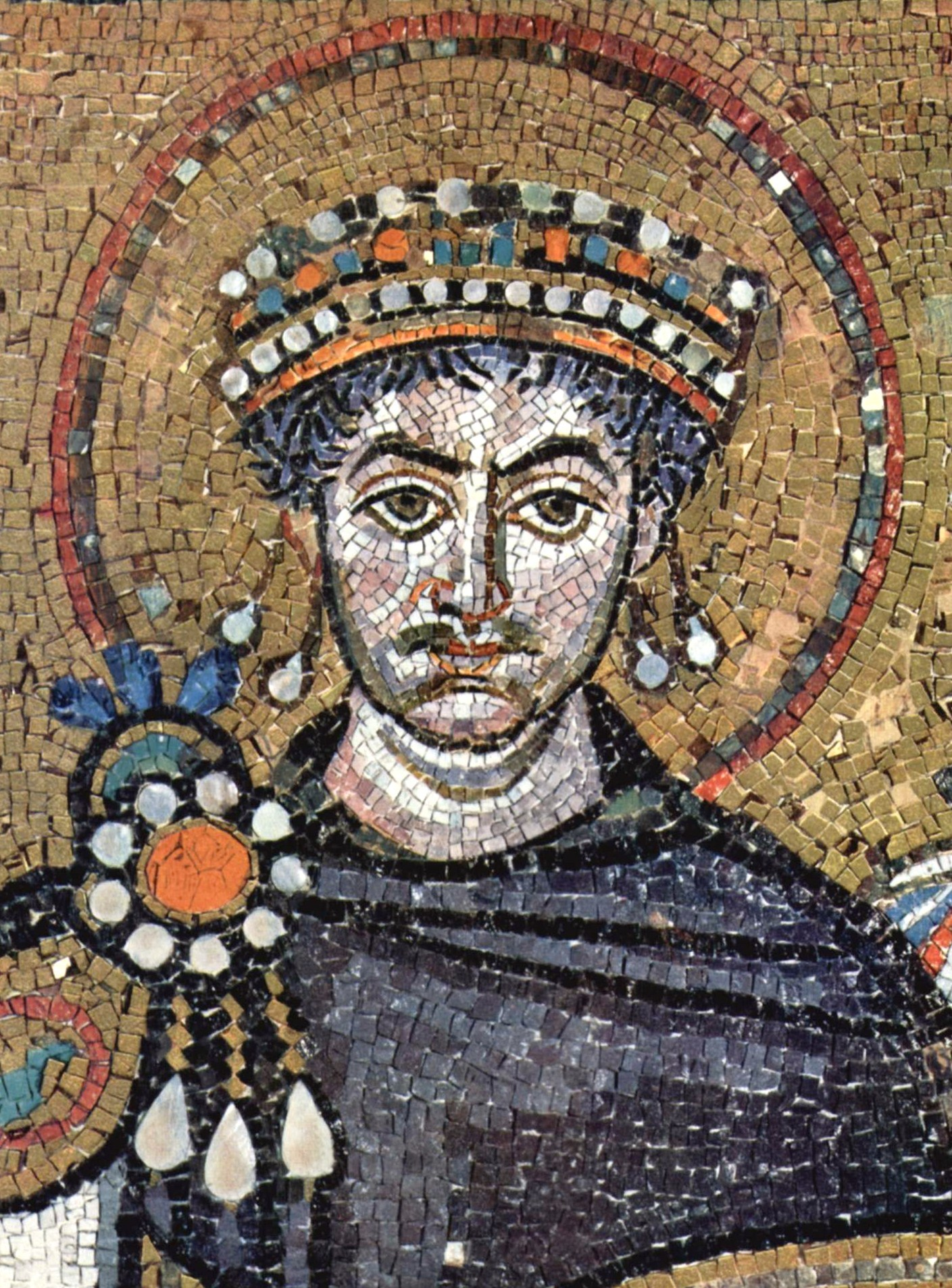
Justinien, mosaïque de la basilique San Vitale de Ravenne, avant 547

La civilisation romaine est la première à avoir constitué des théories juridiques qui nous soient parvenues. Le droit romain, peut donc être considéré comme le premier système juridique,.
Le droit romain définit clairement des catégories juridiques (voir par exemple : ius civile, ius gentium et ius naturale). La justice n'est plus inspirée par les dieux mais uniquement sous leur patronage. La vie politique est organisée par le droit et les premières constitutions (constitution romaine) voient le jour. Cependant, « Rome ne s'est pas construite en un jour » et il est difficile de dater précisément le début de la pensée juridique romaine.
Le droit romain, développe le droit, rendu par une justice institutionnalisée.
Dans d'autres civilisations l'histoire de la justice ne suit pas le même chemin. La Chine par exemple, se méfie traditionnellement du droit et la justice en tant que règlement des conflits n'existe donc pas dans l'Antiquité. Le taoïsme enseigne que l'harmonie entre les hommes est une priorité. Dans la philosophie chinoise traditionnelle, faciliter le recours aux tribunaux est donc une erreur : c'est aux individus, eux-mêmes de rechercher le compromis.

#### Et les justices religieuses?
En tant que telle, il n'y a pas à proprement parler de justice exclusivement religieuse pendant l'Antiquité. Mise à part la justice romaine, qui applique un droit autonome de la morale, de la religion et du fait, les droits se confondent généralement avec la religion.
S'il existe un droit juif qui est plus ou moins toléré par les dignitaires des civilisations grecques et romaines, les institutions juives de l'Antiquité font débat ; leur rôle exact et importance effective restent discutés. L'attirance pour le droit local (grec puis romain) puis la persécution de leurs membres rend difficile l'élaboration d'une théorie complète de la justice et sa mise en pratique dans des institutions spécifiques.
Jusqu'à la conversion de Constantin en 337, le droit chrétien est aussi mal considéré par les autorités que le droit juif. Cette religion nouvelle n'enchante pas les autorités qui y voient un trouble car elle refuse l'allégeance au culte impérial. Persécutée par les dignitaires de l'Empire, elle ne se développe que tardivement.
En 337, Constantin devient le premier Empereur romain chrétien. Par la suite, d'autres Empereurs choisissent le chemin de la conversion chrétienne. À la fin de l'Antiquité, la religion chrétienne devient la religion officielle de l'Empire mais celle-ci ne remet pas en cause le droit civil romain.
Les Empereurs romains chrétiens utilisent les institutions romaines pour assoir leur pouvoir mais assoient le « triomphe du Christianisme » en discriminant les non Chrétiens.

### Justice au Moyen Âge
Après la chute de l'Empire romain en 476, les connaissances développées pendant l'Antiquité se disloquent après l'effondrement de l'Empire. Une activité législative se maintient (voir par exemple : le Bréviaire d'Alaric promulgué en 506) mais on ne peut plus vraiment parler de justice.
Il faudra attendre la naissance de ce qui deviendra le droit romano-germanique et la ou le common law (le genre grammatical du nom porte à discussions,) pour que l'idée de justice réapparaisse.
Le droit romano-germanique est né dans l'Europe dite « continentale » et la common law dans ce qui deviendra le Pays de Galles et l'Angleterre qui, restant éloigné du reste du continent développe un système juridique propre.
À la même époque, la religion musulmane s'étend et le droit musulman fait son apparition, droit qu'il ne faut pas confondre avec celui des pays musulmans. Ce droit prospérera au Sud de la Méditerranée.

#### Constantes et variantes
Pendant le haut Moyen Âge, la diversité culturelle des peuples dits « barbares » empêche une unité judiciaire. Chaque population possède son propre système juridique basé sur la coutume qui lui est propre. Souvent plusieurs lois peuvent être applicables : droit romain, droit local (ou régional) ou droit canonique.
Le type de loi dépendait de l'appartenance des personnes à un territoire. C'est la naissance de la « personnalité des lois ».
Cette diversité est l'une des constantes du droit au Moyen Âge. La désunion des peuples sera à l'origine d'un morcellement du droit et de la justice qui a perduré jusqu'à l'époque moderne.

#### Naissance de la justice chrétienne
À sa constitution, la religion chrétienne renie vouloir constituer un véritable système juridique au nom de la lettre même de la Bible. L'Église à peine fondée ne souhaite pas s'investir dans les affaires de l'État. Elle considère qu'il y a une division entre un pouvoir temporel (politique) appartenant au chef de l'État et un pouvoir spirituel (religieux et théologique) qui lui appartient au Pape. Cependant, au fur et à mesure de son développement le christianisme développera ses propres théories et procédures, l'excommunication étant l'une des plus graves sanctions encourues.
Jusqu'au XIIe siècle la théologie et le droit canonique sont confondus. Le décret de Gratien, qui compile décisions des conciles, décrétales - réponses du Pape - et extraits, signale l'émergence d'un droit canonique autonome parallèlement à la redécouverte du droit romain par l'école de Bologne. Le droit canonique, qui vise la rédemption de l'âme plus que la punition, proscrit la peine de mort et introduit l'emprisonnement.
Seul droit vraiment uni, il s'inspire du droit romain et possède des institutions organisées et stables. L'Église catholique romaine n'est pourtant un juge comme un autre. Si elle exerce une grande influence sur le raisonnement juridique au Moyen Âge, elle limite son pouvoir propre. Les juges catholiques ne gèrent que les affaires strictement religieuses (typiquement : le mariage qui est un sacrement religieux) ou les conflits survenant dans leur territoire (exemple : meurtre commis dans un monastère).

#### Naissance du droit romano-germanique
Dans l'Europe médiévale, la récupération du droit romain permet de créer un droit unifié. Le latin (langue du droit romain) n'est pas un obstacle mais un avantage. En effet, l'usage du latin est courant parmi les élites. Et même si la Rome antique est mal vue par la toute puissante Église (qui la qualifie de païenne) le désir commun de reprendre la tradition juridique, idéalisée de la Rome antique est grand. Ce désir aboutit à la création et à l'usage du corpus iuris civilis (recueil du droit romain de l'époque de Justinien) et du corpus iuris canonici (recueil du droit canon).
La Justice de l'Europe médiévale (ou plutôt les justices) est donc constituée par une interprétation d'un amalgame des règles supposées de la Rome antique et du droit religieux chrétien en constitution.
Le droit des relations entre personnes (qui deviendra le droit privé) est dominé par le droit romain qui prédomine encore actuellement dans le droit des contrats. Le droit pénal est originellement dominé par le droit canon qui ne fait pas encore la distinction entre justice des hommes et justice de Dieu. Le jugement de Dieu (appelé ordalie) et la torture sont normaux.
La Justice sert les intérêts de la société dans son ensemble et il n'existe pas de droits des individus.

#### Naissance de laCommon law
Le droit anglais est le droit qui est appliqué en Angleterre et au Pays de Galles (et non pas dans le Royaume-Uni en totalité). Schématiquement, le droit anglais, qui n'est pas encore appelé Common law, repose sur la méfiance vis-à-vis de la législation et une uniformisation du droit par la pratique des case law.
Ce système (dont la construction s'étale sur plusieurs siècles) repose sur une justice étatisée par la volonté des requérants. C'est actuellement le système juridique de la majorité des pays anglophones.

#### Naissance du droit musulman
Le droit musulman est un des rares droits dont on peut donner la date exacte de naissance : 622. En effet, cette date correspond au début de la diffusion de l'islam (l'Hégire) ; l'islam se voulant dès sa conception une religion juridique.
D'après l'islam, tout musulman doit se comporter conformément au Coran et aux enseignements qui lui sont dérivés : on parle, parfois improprement de « droit coranique ». Cependant, il s'agit d'un abus de langage. Le « droit coranique » n'existe pas en tant que tel. Cette expression est aussi fausse qu'un prétendu droit biblique. Le droit canonique (de l'Église catholique romaine) s'inspire de la Bible mais ne retient pas que celle-ci pour juger d'une affaire. Il en est de même dans l'islam. Il est donc plus correct de parler de droit musulman.
Le droit musulman est soumis à diverses écoles juridiques et n'est donc pas uniforme.

### Justice à l'époque moderne
À l'époque moderne, la période est à la Renaissance. Les idées philosophiques se diffusent et la Justice, (particulièrement la Justice pénale) devient un grand sujet de réflexion et un enjeu politique primordial.
La Justice est transformée par ce bouleversement philosophique. Ce n'est plus l'affaire religieuse des origines, ni l'affaire du souverain du Moyen Âge, c'est l'affaire des citoyens : c'est la naissance des droits politiques et de l'école du droit naturel.

#### Une justice de droits et libertés
La limitation des pouvoirs du souverain devient nécessaire aux yeux des philosophes (voir : balance des pouvoirs). Si certains textes existaient déjà, surtout en Angleterre (magna carta en 1215, Charte des libertés en 1100) ceux-ci n'avaient pas une influence effective et n'étaient que de simples déclarations.
Le premier texte vraiment efficace est l'habeas corpus act de 1679 qui oblige la présentation de l'accusé à la cour pour que l'affaire soit jugée. Le premier texte à vocation universelle est la Déclaration des droits de l'homme et du citoyen de 1789.

#### Une justice efficace

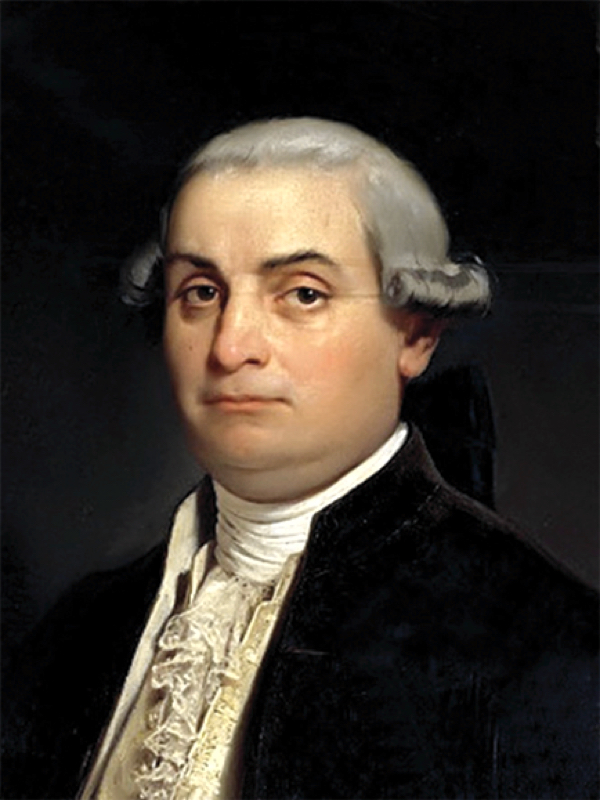
Cesare Beccaria

Machiavel dans Le Prince (1532), parle d'un État efficace débarrassé de la morale. Ses vœux sont exaucés au XVIIe siècle par l'émergence d'une police moderne qui réalise des enquêtes et assure le maintien de l'ordre.
Beccaria dans Des délits et des peines (1764) remet en cause de manière globale le système judiciaire. En dehors de tout modèle religieux, Beccaria y établit les bases et les limites du droit de punir, et recommande de proportionner la peine au délit. Il pose aussi en principe la séparation des pouvoirs religieux et judiciaire. Dénonçant la cruauté de certaines peines comparées au crime commis, il juge « barbare » la pratique de la torture et la peine de mort, et recommande de prévenir le crime plutôt que de le réprimer.

#### Causes célèbres

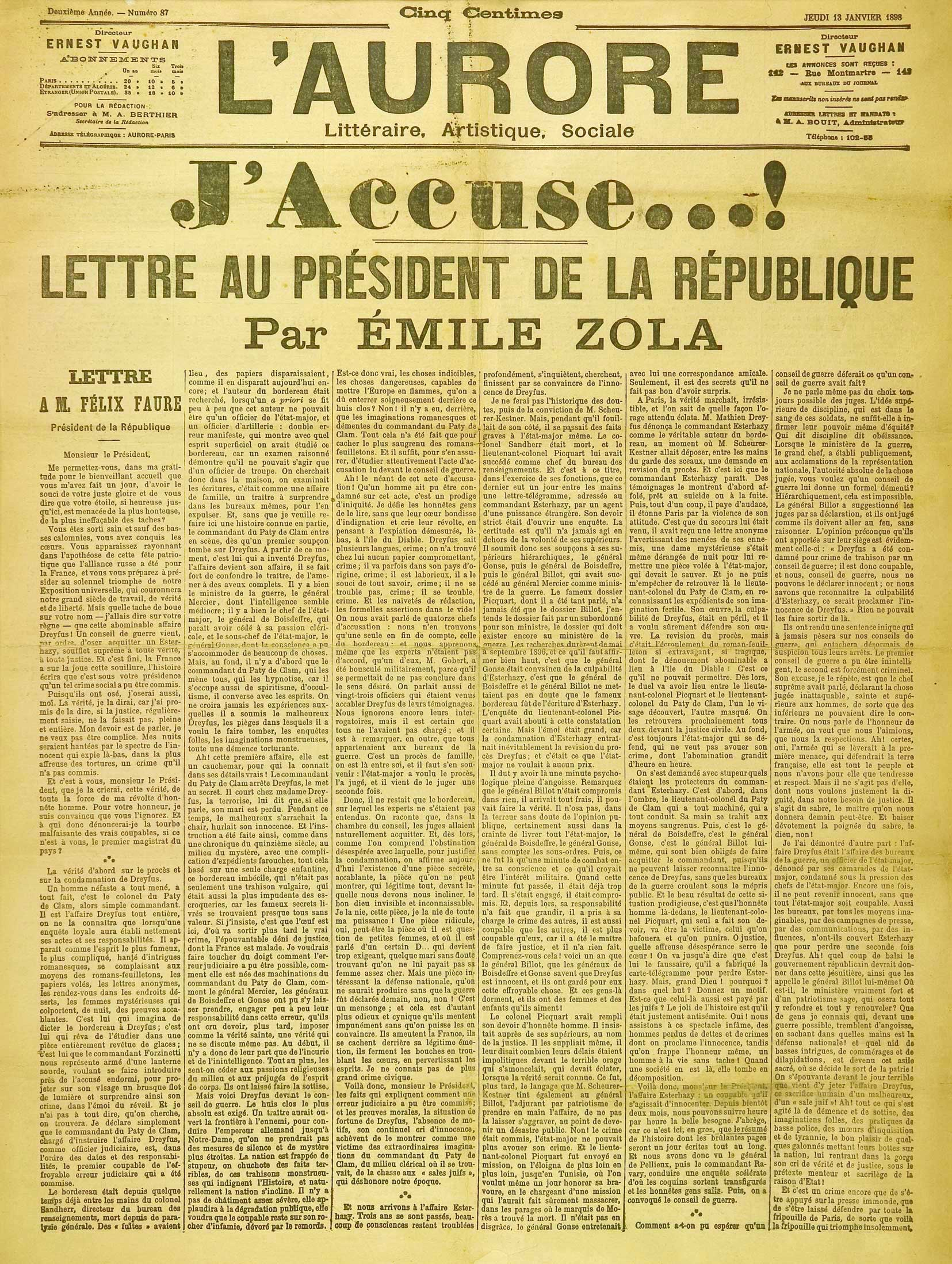
L'article « J'accuse...! » dans L'Aurore

L'invention de l'imprimerie au XVe siècle, puis celle des rotatives au XIXe siècle favorise l'émergence de l'opinion publique qui accompagne les grands scandales qui deviennent des « causes célèbres ».
À cette époque, Zola écrit J'accuse...! dans le journal l'Aurore ce qui provoque la séparation de la France entre dreyfusards et antidreyfusards. La médiatisation de cette affaire marque la naissance d'une nouvelle vision de la justice : la notion d'« erreur judiciaire ». Les « causes célèbres » sont en fait la défense de personnes alléguant une erreur judiciaire.

### Justice à l'époque contemporaine
En France, le scandale de Panama (1889-1893), puis l'affaire Dreyfus (1894-1906) sont les symboles d'une société où les scandales deviennent nationaux.
Le droit et la justice encadrent la société et deviennent primordiaux. L'État de droit est créé.

### Justice du début duXXesiècle

#### Justice sociale: Période d'avancées sociale
Au cours de la fin du XIXe et au début du XXe siècle, la théorie de la justice sociale est développée et appliquée.
L'État, poussé par un contexte social, établit les premières législations sur le droit du travail. Le travail des enfants est de plus en plus réglementé dans les démocraties.
On assiste à l'apparition d'une vision humanitaire à l'échelle de la planète : le Droit international n'est plus seulement le droit des États mais aussi le droit des peuples et des institutions internationales (comme l'Organisation internationale du travail en 1919) sont créées pour protéger les individus.

## Systèmes juridiques contemporains

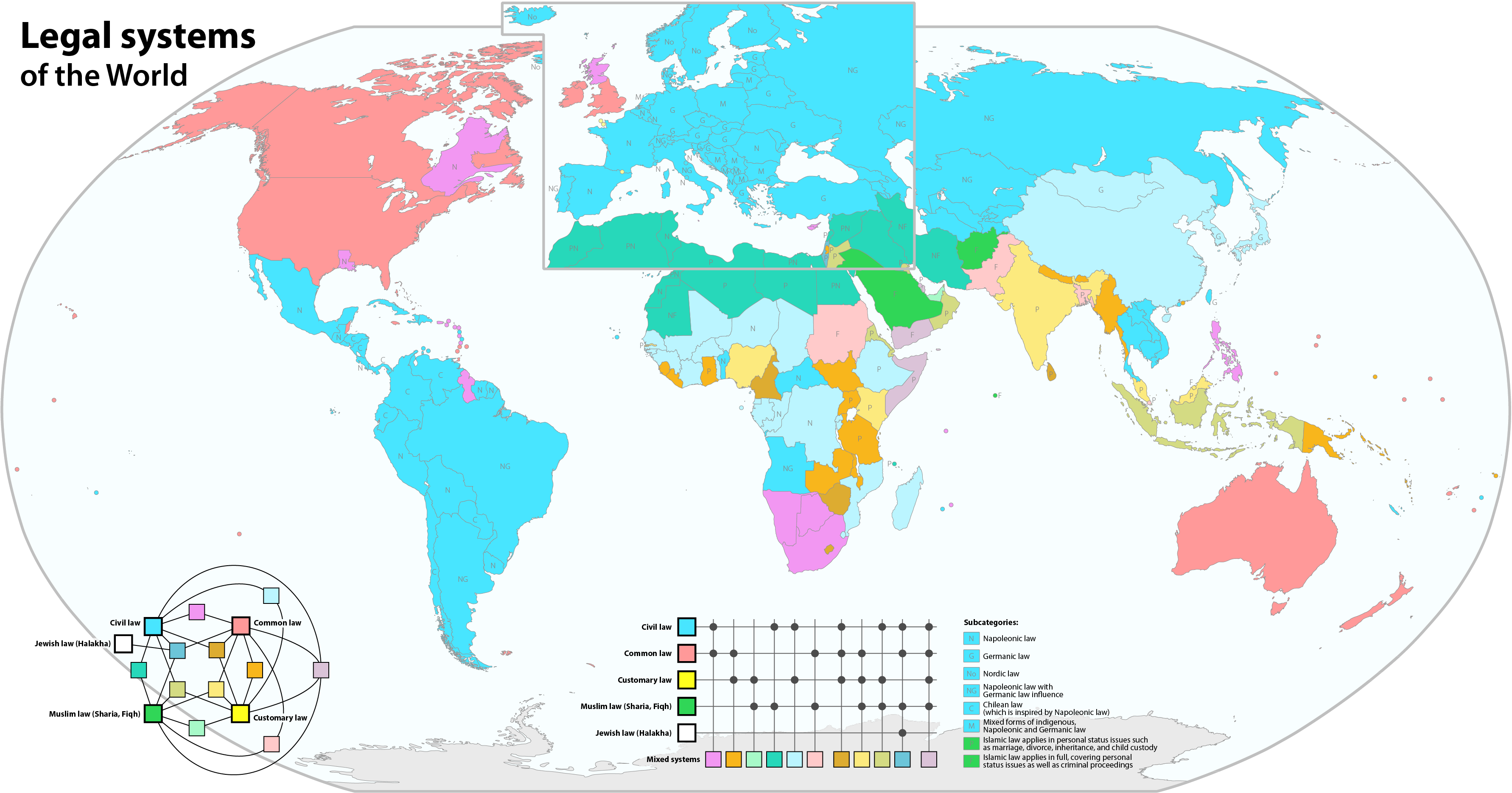
Les systèmes juridiques actuels dans le monde.

Il existe différentes famille de droits. Un système juridique ou système de droits consiste en « l'emploi d'un certain vocabulaire, correspondant à certains concepts ; il groupe les règles dans certaines catégories ; il comporte l'emploi de certaines techniques pour formuler les règles et de certaines méthodes pour les interpréter ; il est lié à une certaine conception de l'ordre social, qui détermine le mode d'application et la fonction même du droit » (René David et Camille Jauffret-Spinosi 2002, n°15).
Il existe actuellement quatre principaux systèmes juridiques dans le monde. Le système du droit civil, qui correspond grossièrement aux pays francophones. Les pays de système de Common law, au monde anglo-saxon. Quelques pays de droit coutumier. Et pour finir, quelques pays de droit religieux avec une prédominance de droit musulman dans les pays musulmans.
Toutefois, le système juridique de chaque pays présente des variations ou bien intègre certains dispositifs d'autres systèmes. Il existe donc de nombreux pays ayant un système juridique mixte. De plus, les classifications sont arbitraires et il n'existe pas de consensus absolu sur le nombre de catégories et même sur leur nom.

### Pays de droit civil
Les pays de droit de tradition civiliste dit de droit romano-germanique sont à la source, les pays d'Europe continentale. Mais le relatif succès actuel de cette pratique dans le monde est très étroitement lié à l'histoire de France.
Le droit romain est considéré à la source de la notion de juridique et de ce système en particulier. Cependant, cette existence ne date pas de la période antique mais du Moyen Âge ou des compilations (factices) de droit romain et de droit canon unifient le droit dans l'Europe des universités.
Dans l'Europe médiévale, les échanges juridiques se développent facilités par l'usage courant du latin parmi les élites et le désir commun de reprendre la tradition juridique, idéalisée de la Rome antique. Ce désir aboutit à la création et à l'usage du corpus iuris civilis (recueil du droit romain de l'époque de Justinien) et du corpus iuris canonici (recueil du droit canon).
La Justice de l'Europe médiévale est donc constituée par une interprétation d'un amalgame des règles supposée de la Rome antique et du droit religieux chrétien en constitution.
Le droit des relations entre personnes (qui deviendra le droit privé) est dominé par le droit romain qui prédomine encore actuellement dans le droit des contrats. Le droit pénal est dominé par le droit canon qui ne fait pas encore la distinction entre justice des hommes et justice de Dieu. Le jugement de Dieu (appelé ordalie) et la torture sont normaux.
Actuellement cet héritage religieux n'est pas mis en avant et la spécificité du droit civil est la prédominance du droit écrit et l'usage important de la codification. Les pays de droit civils sont majoritairement les pays ayant été sous domination napoléonienne ou des anciennes colonies de ces pays.

### Pays de Common law

Monde anglo-saxon : lieu de prédilection de la common law
Anglais langue officielle, pseudo-officielle ou nationale.
Forte minorité anglophone

La (ou le) common law est un système bâti essentiellement sur le droit jurisprudentiel par opposition au droit civiliste ou codifié. C'est une conception d'origine anglaise qui marque la prééminence des décisions des tribunaux, la jurisprudence.
Elle est en vigueur au Royaume-Uni (sauf en Écosse où le droit est mixte car influencé par le modèle latin), en Irlande, au Canada (sauf dans la province de Québec, qui utilise un droit mixte), aux États-Unis (sauf en Louisiane, Californie et Porto Rico, où des systèmes mixtes sont utilisés) et d'une façon générale dans les pays du Commonwealth.
Instaurée avec Guillaume le Conquérant, elle est enseignée dès 1755 à l'Université d'Oxford par William Blackstone.

### Pays de droit musulman

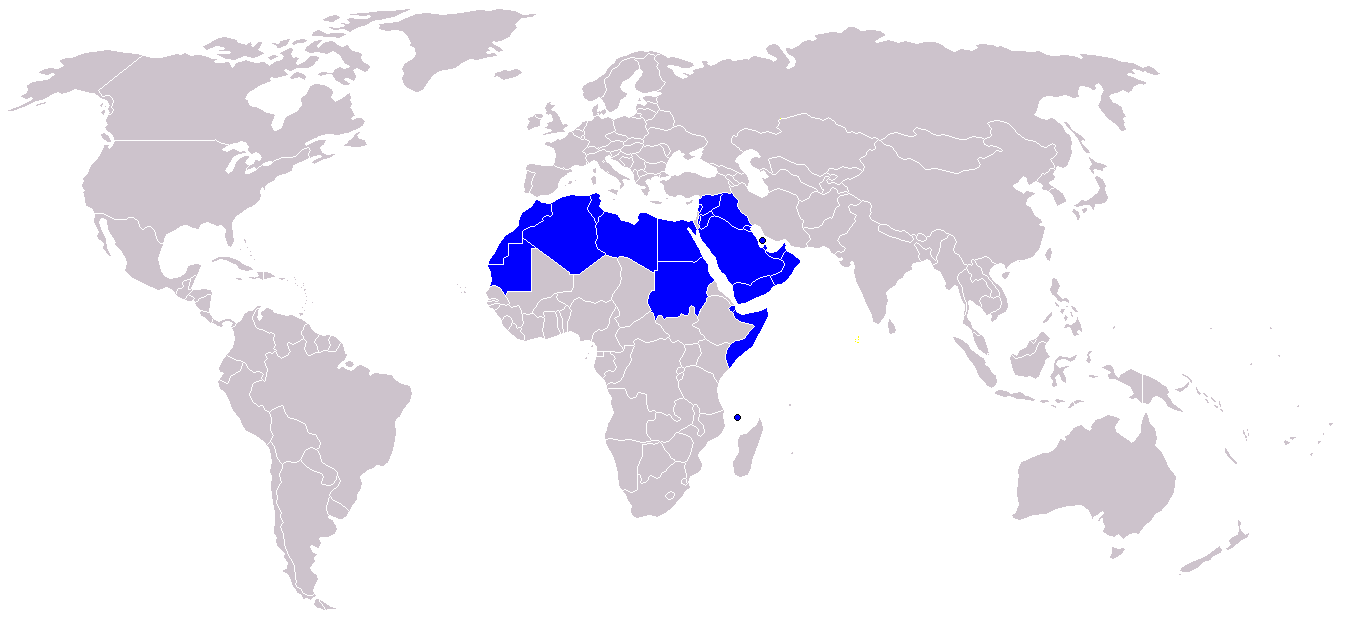
Monde arabe : pays où l'arabe est une langue officielle.

Fondée sur le Coran, le système du droit musulman, dit parfois improprement droit coranique est de nature essentiellement religieuse. Ce droit est d'ordre divin et ne s'applique qu'aux musulmans. En terre d'islam, les non-musulmans sont soumis au régime juridique de la dhimma.
Ce droit ne régit généralement pas la majorité de la vie juridique de la population et dans la plupart des pays musulmans le droit est en fait mixte. L'État étant généralement organisée par une combinaison entre droit de l'ancien colonisateur (common law ou droit civil) et droit musulman.

### Pays de droit coutumier
La coutume en droit est la pratique juridique basée sur l'habitude et la tradition.
Actuellement, seule la Mongolie et le Sri Lanka connaissent un système où la coutume est prépondérante. En Chine, en Corée du Nord et du Sud, en Indonésie, ainsi que dans de nombreux pays africains la coutume est encore en vigueur mais s'affaiblit devant le droit légal.

### Pays de système juridique mixte
Un système juridique mixte comprend plusieurs systèmes juridiques appliqués simultanément.
On classe ainsi deux types de systèmes mixtes : les pays qui ont un système civiliste mais issu de la Common Law, comme l'Afrique du Sud, la Louisiane et Israël, et ceux à majorité civiliste, avec une forte minorité de droit coutumier tels la Chine et le Sénégal.

### Région possédant un système juridique spécifique
En marge des systèmes juridiques mondiaux, il existe des singularités, nées de la volonté de petites communautés ayant pour volonté de se retirer de toute influence nationale.
Les cryptarchies sont ainsi des entités, créées par un petit nombre de personnes, qui prétendent au statut de nation indépendante ou qui en présentent certaines caractéristiques. Certaines sont créées très sérieusement (Séborga en Italie, Hutt River en Australie) tandis que d'autres sont purement fantaisistes ou folkloriques (la République du Saugeais en France ou la Melténie en Roumanie par exemple).
Ces communautés ou phalanstères établissent un droit purement local, adapté à leurs besoins. Mais leur spécificité du droit local n'empêche pas d'y voir une simple variation. Et même si certaines règles de droit semblent surement originales l'organisation judiciaire ressemble à leur pays voisin.

## Justices punitive et réparatrices
La justice rétributive (ou punitive, répressive) vise à rétablir l’ordre par l’imposition d’une souffrance justement proportionnée. L'objectif de la peine sera la dissuasion du délinquant (spécifiquement, c'est-à-dire celui à qui est imposée la sanction, et généralement, c'est-à-dire la population dans son ensemble) et l'application d'une vengeance justement due.
La justice réhabilitative se centre sur le délinquant en déterminant ses besoins afin de l’assister et de le traiter. Le délinquant est dans ce cas considéré comme un malade qu'il convient de guérir, d'assister afin de lui permettre d'adopter à l'avenir un comportement conforme aux attentes de la société. L'imposition d'une thérapie ou de suivre une formation répond généralement à cet objectif.
La justice réparatrice (ou restaurative) se centre sur le préjudice en essayant de le réparer et/ou de restaurer l’équilibre rompu entre les parties : la société, le délinquant et la victime. L'objectif sera alors la restauration du lien entre les différentes parties impliquées afin de rétablir la paix dans la communauté. La médiation auteur/victime est l'une des possibilités d'application de la justice réparatrice. Au niveau national, le cas le plus intéressant de justice réparatrice est celui de l'Afrique du Sud et de sa « Commission de la vérité et de la réconciliation », chargée de recenser toutes les violations des droits de l'homme depuis 1960 sous le régime d'apartheid sans prononcer de sanction afin de permettre une réconciliation nationale.